# Gouvernement Beja
Das Gouvernement Beja (arabisch ولاية باجة, DMG Wilāyat Bāǧa) ist eines der 24 Gouvernements Tunesiens.
Es befindet sich im Norden des Landes und umfasst eine Fläche von 3558 km² (2,2 Prozent des Staatsterritoriums). Die Bevölkerungszahl beträgt 307.300, wobei etwa die Hälfte jünger als 25 Jahre ist. Hauptstadt ist das gleichnamige Beja. Das Gouvernement wurde 1956 gegründet.

## Städte
- Beja
- Téboursouk
- Testour
- El Maâgoula
- Goubellat
- Medjez el-Bab
- Nefza
- Zahret Mediou